# Тактика (шахи)
Ша́хова та́ктика — сукупність прийомів і способів виконання окремих шахових операцій, що входять у стратегічний план і його завершують.
Роль тактики в шаховій грі виключно велика: груба помилка або тактичний прорахунок можуть призвести до негайного програшу партії. При безпосередньому контакті сил, коли фігури суперників нападають або погрожують напасти одна на одну, на дошці виникає тактична ситуація. Під час тактичних операцій фігури взаємодіють одна з одною, при цьому велику роль відіграє погоджена дія фігур одного суперника проти фігур іншого. 

## Компоненти тактичної операції
У будь-якій тактичній операції можна виділити 3 компоненти:
1. об'єкт атаки
2. засоби атаки
3. засоби захисту.

Об'єктами атаки можуть бути не лише королі, але й будь-які інші фігури або пішаки. Іноді об'єктом атаки може стати група полів або одне поле в розташуванні сил суперника. 
До елементарних засобів атаки відносять загрози нападу, напад, обмеження, але ефективними засобами атаки є подвійний і комбінований напад. 
Серед елементарних засобів захисту - відхід атакованою фігурою, її підтримка іншою фігурою, перекриття атакувальної фігури, напад у відповідь. Під час захисту рідко вдається створити подвійний або комбінований напад у відповідь.

## Елементи шахової тактики
Шахові теоретики по-різному визначали кількість елементів шахової тактики та їх назви. Наприклад Георгій Лісіцин поділяв елементи на основні та допоміжні:
До основних елементів він відніс:
- Подвійний напад
- Відкритий напад
- Відкритий шах
- Зв'язка

До допоміжних:
- Заманювання
- Відвернення
- Знищення захисту
- Перекриття
- Блокування
- Звільнення поля
- Передача черги ходу(цугцванг)

## Комбінація
Найважливішим елементом тактики шахової гри є комбінація, яка нерідко пов'язана з жертвою фігури, що робить її особливо привабливою з естетичної точки зору.  